# Char pontonnier Iguane
Le Panzerschnellbrücke Leguan, en français char pont rapide Iguane, est un char du génie lanceur de pont allemand. Il est intégré au sein de formations du génie militaire.

## Description
Il utilise les composants basiques du char Leopard 2 comme le châssis, le moteur et les systèmes électroniques de contrôle. Le système est composé d'un pont de 26 mètres de long, ainsi que de deux ponts de 14 mètres de long. Les ponts ont une classe de poids MLC 80. 

## Utilisateurs
Dix-huit pays l'emploient en 2020 dont neuf avec un châssis Leopard.  :
- Allemagne, 28 exemplaires, livraison de 2018 à 2021, remplacent les Biber (Brückenlegepanzer) (de). 24 autres commandés en 2020 pour un montant estimé à 280 millions d'euros devant être livrés entre 2023 et 2028[2].
- Pays-Bas 8 exemplaires, première livraison en 2019.
- Suède 6 exemplaires, Brobandvagn 120 (BroBv 120), première livraison en 2017.
- Suisse 12 exemplaires, Char pont Leopard / Brückenpanzer Leopard (Brü Pz Leo), première livraison en 2019[3], remplacent les char pont 68/88.